# San Antonio Sahcitán
San Antonio Sahcitán es una localidad, comisaría del municipio de Tixkokob en el estado de Yucatán localizado en el sureste de México. Actualmente la hacienda de esta localidad es propiedad del Sr. Eduardo Rukos, prominente empresario yucateco.

## Toponimia
El nombre (San Antonio Sahcitán) hace referencia a Antonio de Padua y sahcitán proviene del idioma maya Sac, que significa blanco y Kitán, jabalí. Por lo que su nombre significa Jabalí Blanco. 

## Demografía
Según el censo de 2005 realizado por el INEGI, la población de la localidad era de 0 habitantes.
| 2                           | 2 | 0 | 0 | 0 | 0 |
| (Fuente: INEGI [Consultar]) |   |   |   |   |   |

## Galería

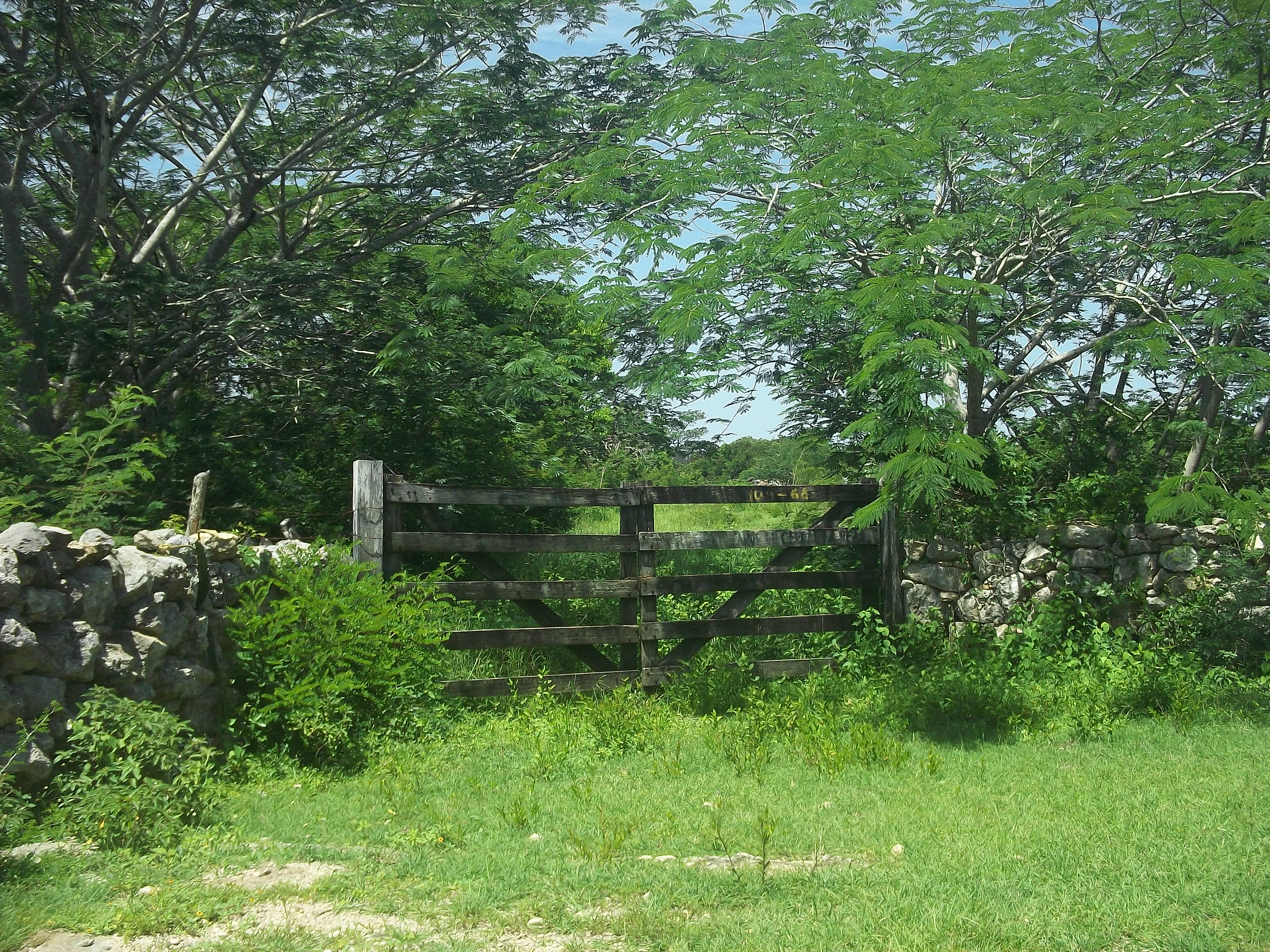
Vista de la hacienda de San Antonio Sahcitán.
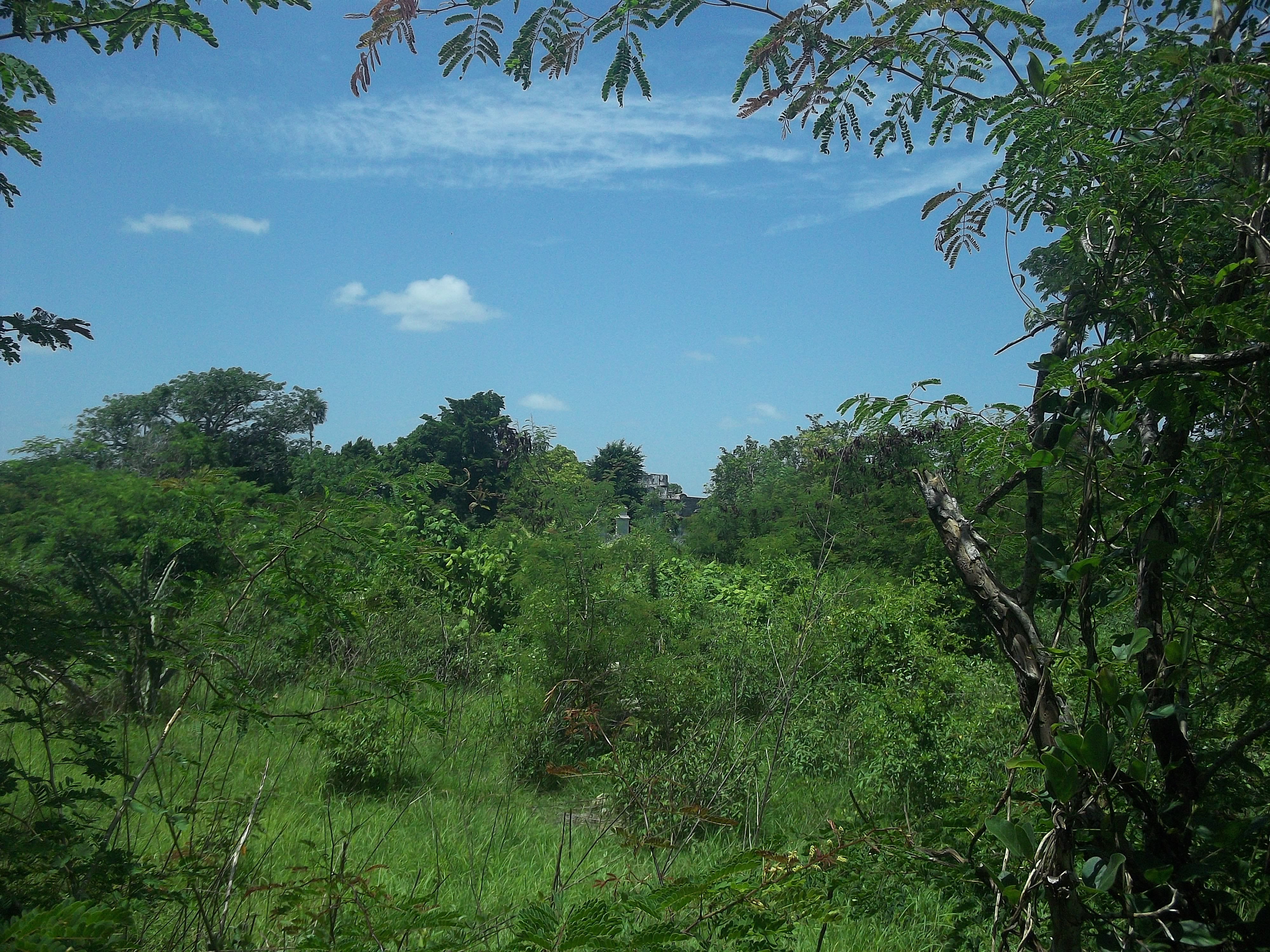
Vista de la hacienda de San Antonio Sahcitán.
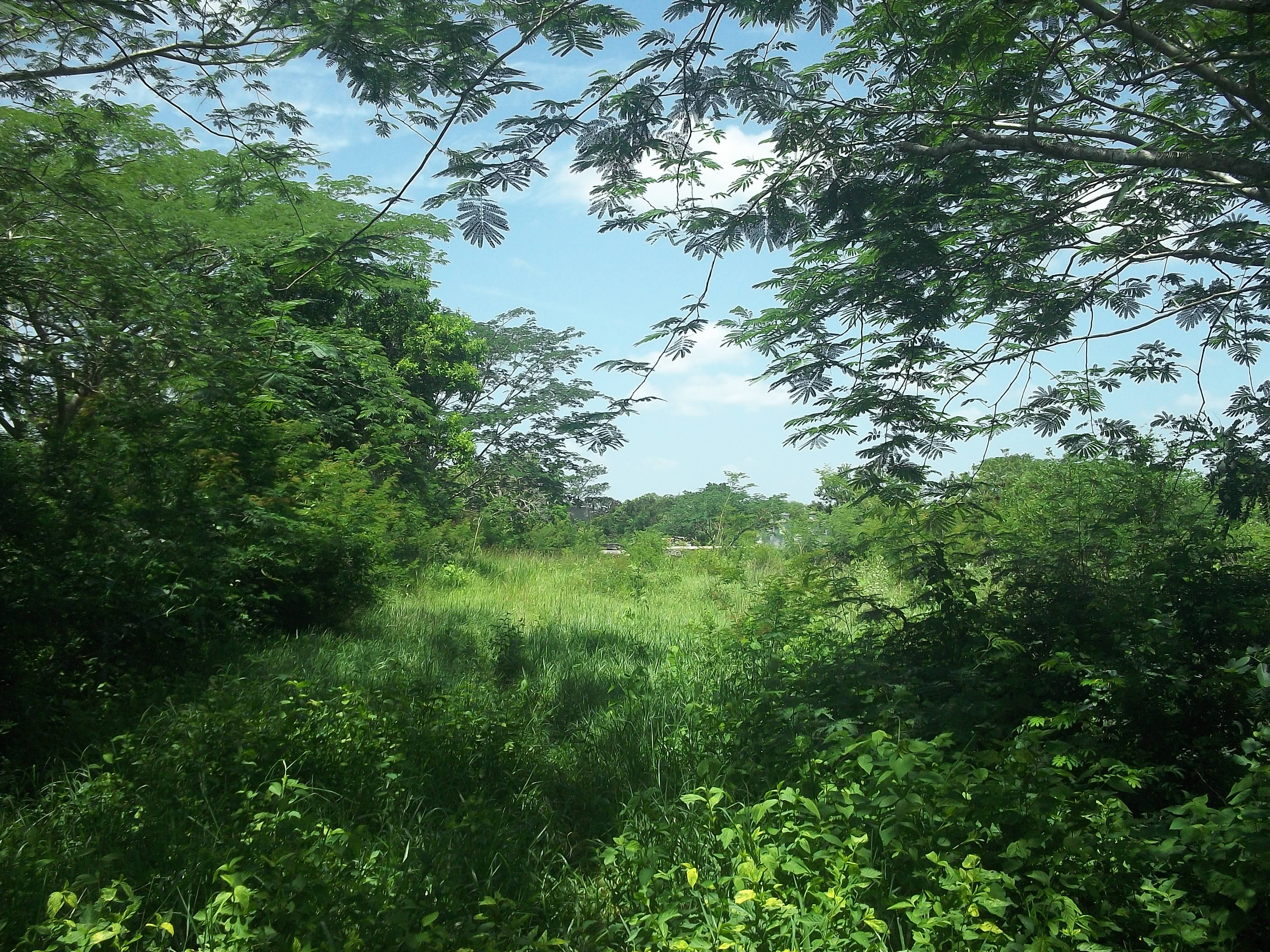
Vista de la hacienda de San Antonio Sahcitán.
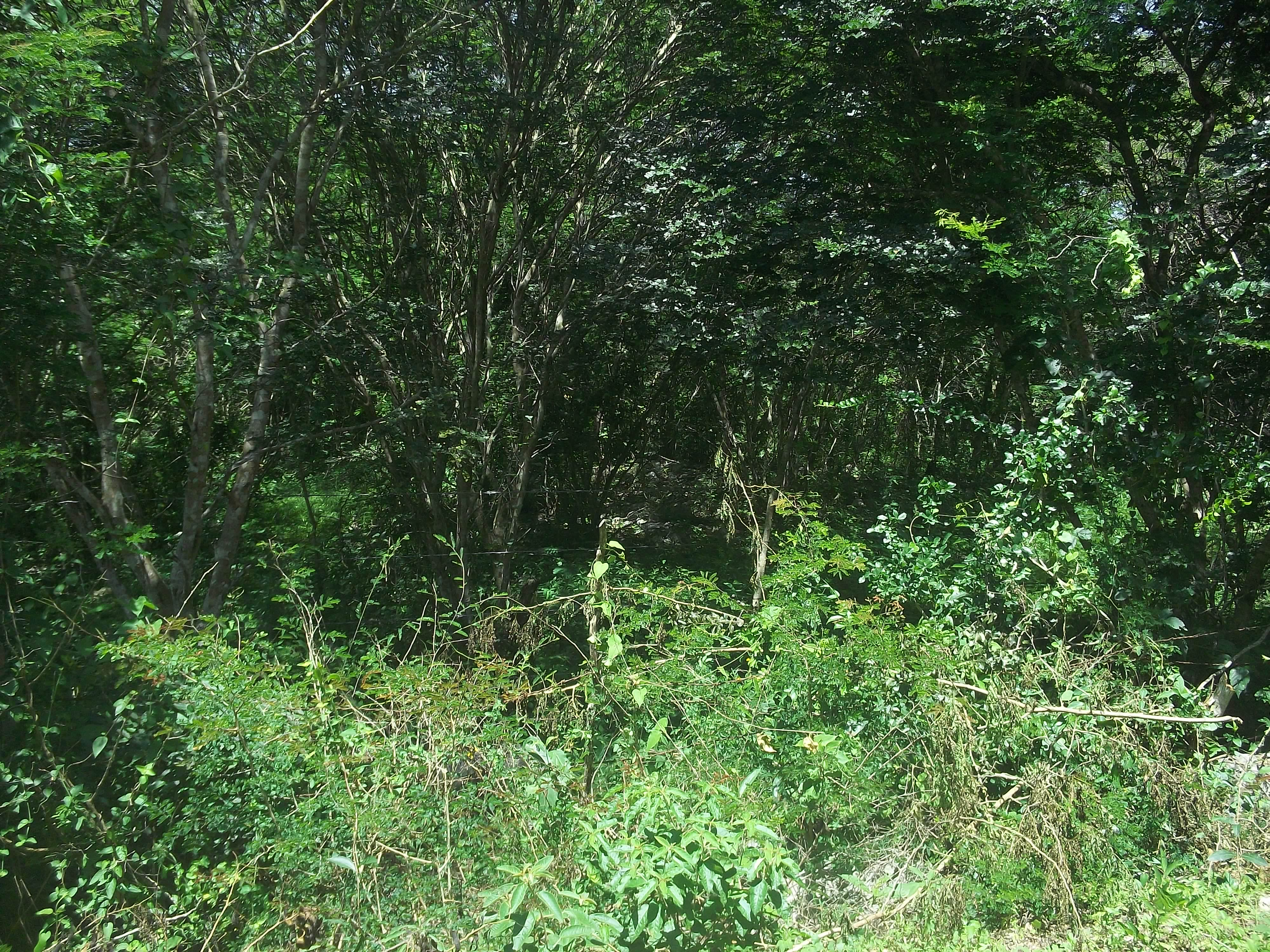
Vista de la hacienda de San Antonio Sahcitán.
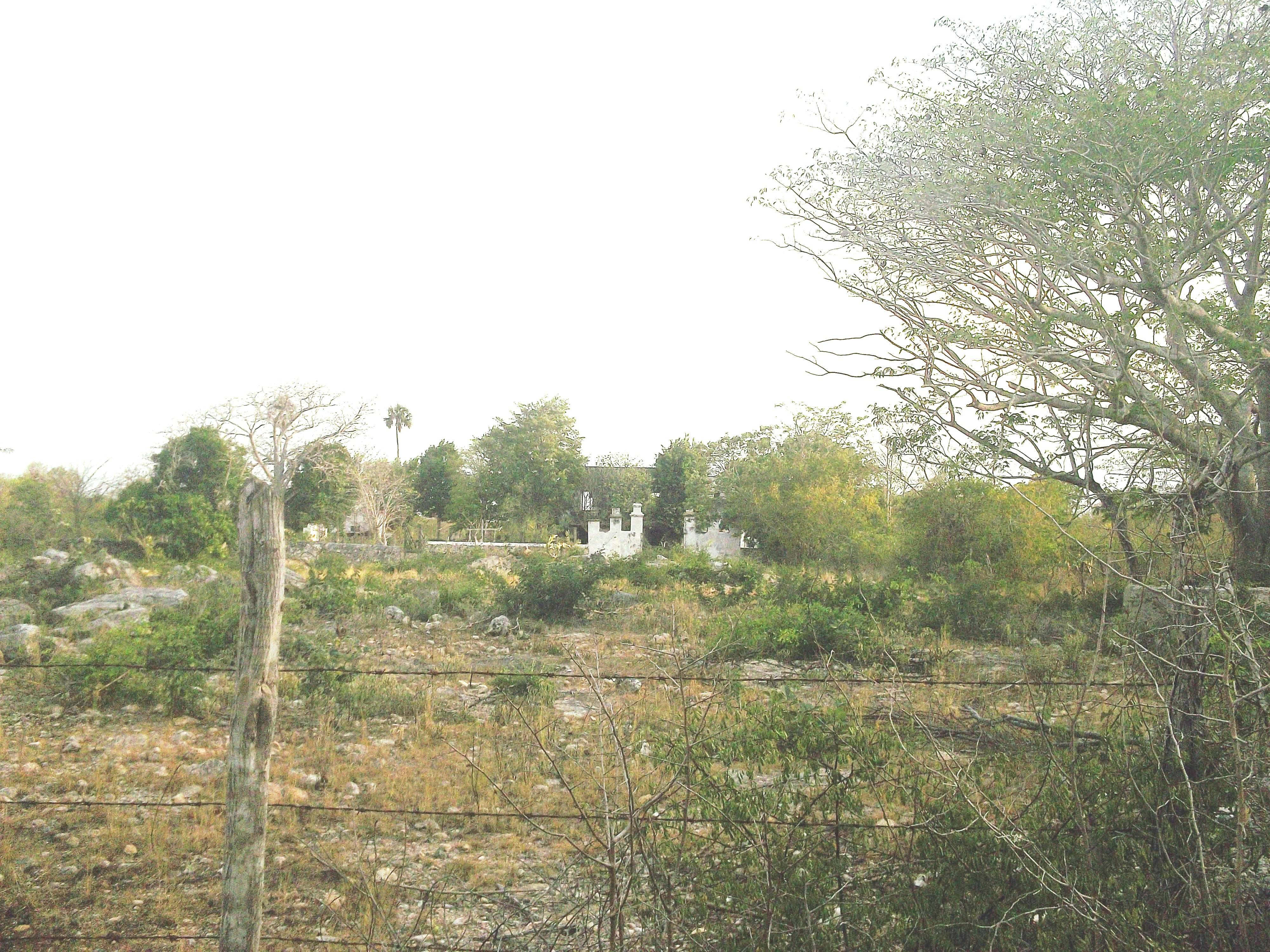
Vista de la hacienda de San Antonio Sahcitán.